# Kostel Zvěstování Panny Marie (Litoměřice)
Kostel Zvěstování Panny Marie v Litoměřicích někdejší klášterní kostel řádu jezuitů. Tato významná barokní stavba z let 1701 až 1731 je dílem architekta Octavia Broggia. Je chráněn jako kulturní památka.

## Umístění v panoramatu města

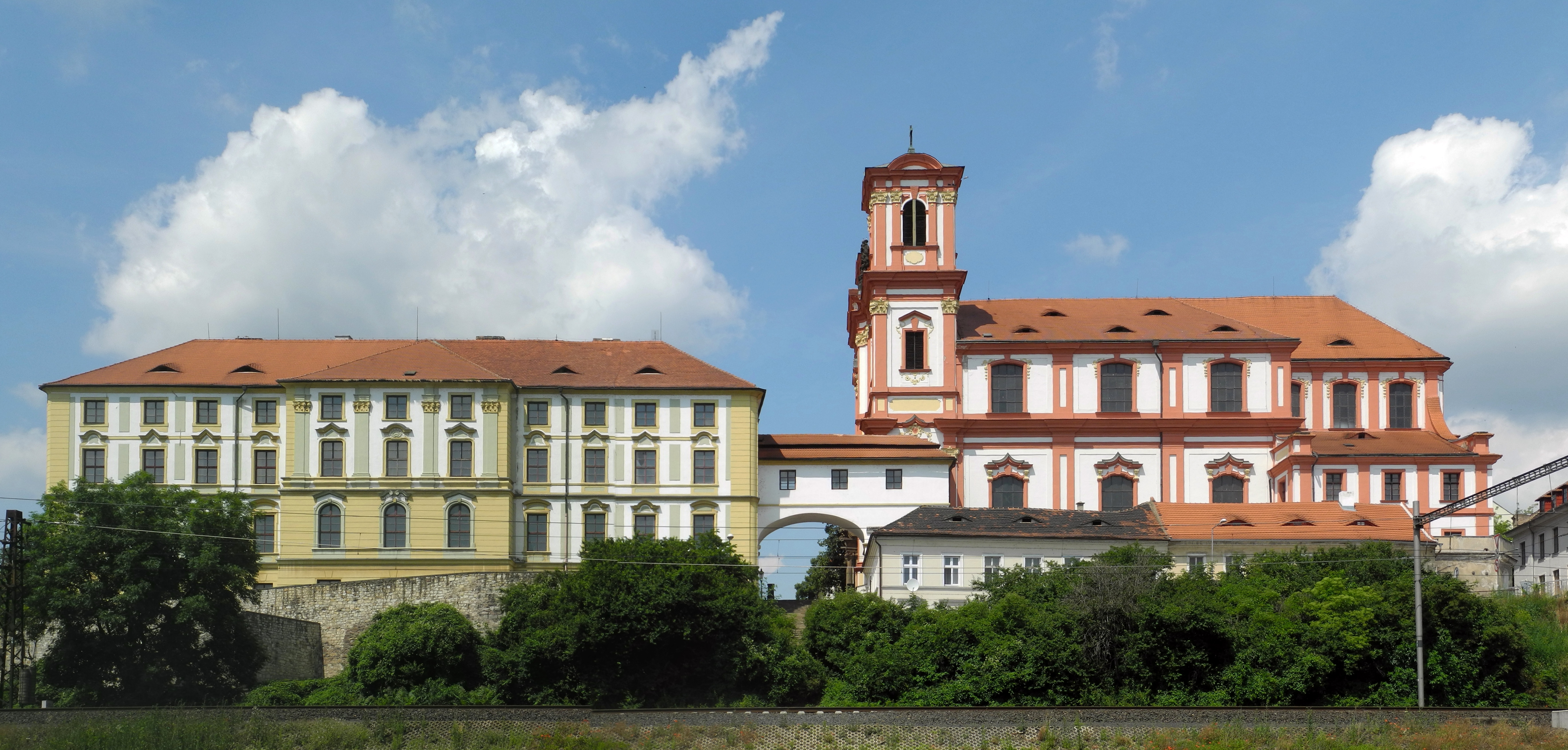
Litoměřická kolej jezuitů s kostelem Panny Marie tvoří významný panoramatický bod města.

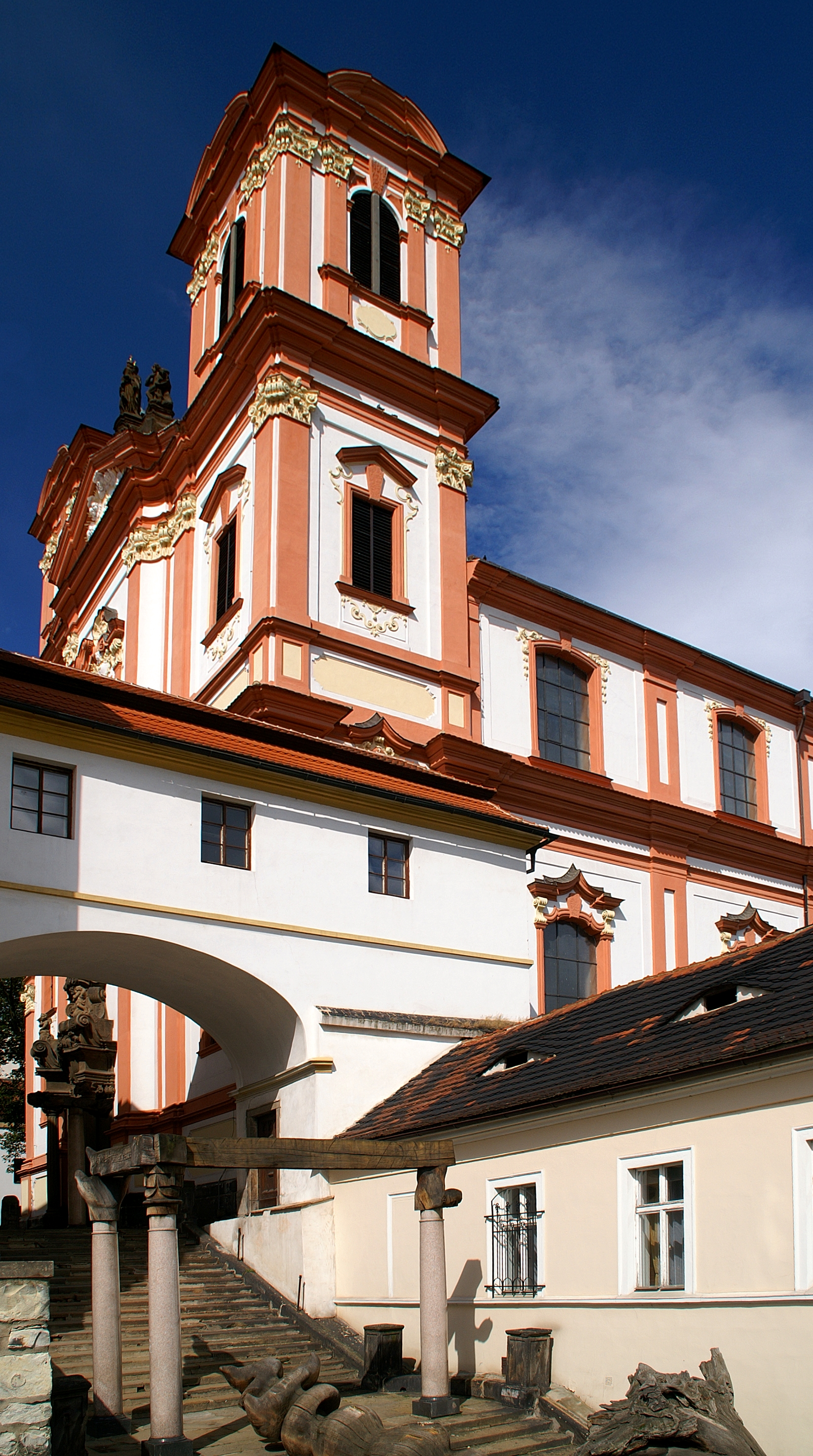
Kostel Zvěstování Panny Marie s Jezuitskými schody

Tento bývalý jezuitský kostel Zvěstování Panny Marie v Litoměřicích je barokní památka velmi dobře viditelná při příjezdu do města po Tyršově mostu, neboť se nachází těsně u jeho pravobřežního předmostí. Jedná se o stavbu z let 1701 až 1731.
Nachází se na jižním konci Jezuitské ulice směrem z Mírového náměstí nedaleko od kostela Všech svatých.

## Základní popis
Jde o poměrně mohutnou barokní budovu opatřenou dvěma věžemi umístěnými v průčelí.
V interiéru budovy se nachází monumentální nástropní i nástěnné fresky, které bývají připisovány malířům Josefu Kramolínovi, Adamu Lautererovi a Janu Hiebelovi. S bývalou jezuitskou rezidencí je kostel spojen nadzemní spojovací chodbou umístěnou do výše prvního podlaží.

## Historie
Kostel byl původně postaven pouze pro jezuitský řád. Po církevní reformě císaře Josefa II., kdy byl v roce 1773 jezuitský řád v někdejším Rakouském císařství zrušen, byl používán jako pivovarský sklad, v roce 1810 začal být celý jezuitský areál znovu využíván jako kněžský seminář, proto byl kostel v roce 1818 znovu vysvěcen. Bohoslužby v něm sloužili ještě v 50. letech 20. století Mons. Josef Poul a další kněží.
Litoměřická Severočeská galerie výtvarného umění využívala kostela v letech 1965–1975 jako depozitáře a restaurátorské a truhlářské dílny, roku 1975 byl objekt předán Okresnímu národnímu výboru v Litoměřicích, ten jej začal opravovat a přizpůsobovat pro účely okresního archivu.
Varhany z roku 1859, z dílny Josefa Predigera, které na které se hrálo v litoměřickém kostele Zvěstování Panny Marie, byly v letech 1980-1981 instalovány v kostele sv. Mikuláše v Malenovicích. Varhany jsou dvoumanuálové a pohání je elektrický motor, ovšem případě potřeby je možno využít i stále funkční šlapací pohon.

## Současnost
Roku 1992 byl kostel předán zpět do užívání Severočeské galerii výtvarného umění v Litoměřicích. Ta zde společně s Nadací Symposion uspořádala celkem čtyři ročníky mezinárodních výtvarných sympozií: Baroko a dnešek a Otevřený dialog.